# Bastilla joviana
Bastilla joviana là một loài bướm đêm thuộc họ Erebidae. Loài này có ở khu vực châu Á tới Moluccas và ở New Guinea và Úc. Nó cũng có mặt ở Nam Phi.
Ấu trùng ăn các loài Acalypha, Breynia và Phyllanthus.

## Phụ loài
- Bastilla joviana joviana
- Bastilla joviana curvisecta (New Guinea và Úc)

## Hình ảnh

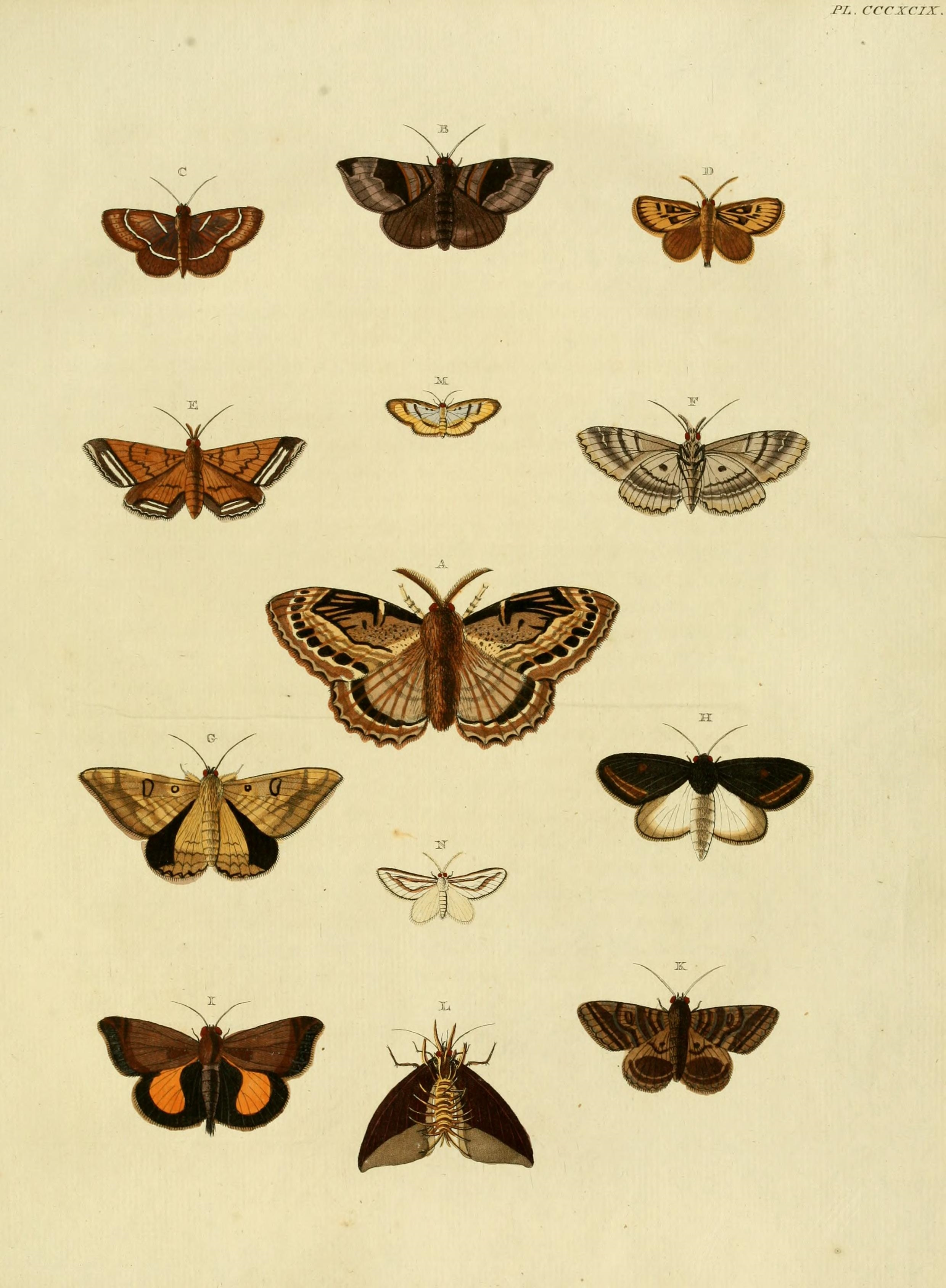